# Robert Tappan Morris
Robert Tappan Morris  (* 8. listopadu 1965) je americký informatik a podnikatel, který se stal obzvláště známý vytvořením Morrisova červa v roce 1988. Tento virus je považován za první počítačový červ na internetu. 
Za uvolnění červa byl Morris stíhán a stal se tak první osobou, usvědčenou podle amerického zákona o počítačových podvodech a zneužívání.   Později spoluzaložil internetový obchod Viaweb, jednu z prvních webových aplikací a později firmu Y Combinator, obě s Paulem Grahamem. Později byl zaměstnán na katedře Elektroinženýrství a informatiky na MIT.

## Morrisův červ
Morris vyvinul červa v roce 1988 během svých studií na Cornellově univerzitě. Podle jeho tvrzení byl tento červ navržen za účelem měření velikosti internetu. Samotné vypuštění se nakonec odehrálo ze sítě MIT namísto ze své domovské univerzity. Červ zneužíval více známých zranitelností pro získání přístupu k cílovým systémům, například:
- chyba v ladícím režimu unixového programu sendmail,
- chybu přetečení bufferu v síťové službě fingerd,
- tranzitivní nastavení důvěry, které umožňovalo síťové přihlášení na další počítače bez nutnosti zadávat heslo.

Červ byl nastaven, aby infikoval pouze ty počítače, na kterých ještě nebyl. Protože se Morris obával, že někteří administrátoři by vytvořili ve svém systému falešného červa, aby tak zabránili infekci skutečným červem, nařídil červu, aby i v tomto případě se se 14% pravděpodobností stejně zkopíroval.
Tato míra perzistence byla návrhová chyba, protože vytvořila poměrně velkou zátěž systému, která nemohla zůstat systémovými administrátory nepovšimnuta. Kromě toho narušila výrazně chod těchto počítačů. Během následujícího procesu byla vyčíslena potenciální škoda na produktivitě a s tím související cena odstranění červa v rozmezí mezi 200 a 53 000 dolary.

### Stíhání
V roce 1989 byl Morris obžalován pro porušení amerického zákona o počítačových podvodech a zneužívání. Byl tak první osobou, která byla podle tohoto zákona obviněna. V prosinci 1990 byl odsouzen k tříletému podmíněnému trestu, 400 hodinám veřejně prospěšných prací a pokutě 10 050 dolarů. Odvolal se, ale to bylo zamítnuto.
Během soudu Morris uvedl jako motiv „demonstrovat nedostatečnosti současných bezpečnostních opatření zneužitím bezpečnostních chyb, které objevil“. Svůj trest dokončil v roce 1994.

## Pozdější život a práce
Hlavním zájmem Morrisova výzkumu je architektura počítačových sítí, která zahrnuje práci na distribuovaných hašovacích tabulkách jako například Chord a bezdrátové smíšené sítě, například Roofnet.
Paul Graham, Morrisův dlouhodobý přítel a spolupracovník, mu věnoval svou knihu ANSI Common Lisp a pojmenoval po něm programovací jazyk pro generování obchodních webových stránek RTML. Dále také Graham uvádí Morrise jako jednoho ze svých osobních hrdinů, tvrdě, že se nikdy nemýlí.